# Phellinus macroferreus
Phellinus macroferreus är en svampart som beskrevs av T. Hatt. & Ryvarden 1996. Phellinus macroferreus ingår i släktet Phellinus och familjen Hymenochaetaceae.   Inga underarter finns listade i Catalogue of Life.